# Jun Kobayashi
Jun Kobayashi (小林 洵 Kobayashi Jun?), född 7 maj 1999 i Osaka prefektur, är en japansk fotbollsspelare.
Kobayashi började sin karriär 2017 i Cerezo Osaka.